# Trigonum submentale

Trigonum submentale (engl. submental triangle)

Das Trigonum submentale (Kinndreieck) ist eine unpaare Teilregion der vorderen Halsregion (Regio cervicalis anterior). Es wird oben vom Kinn, unten vom Zungenbein und beidseits seitlich durch den jeweils vorderen Bauch des Musculus digastricus begrenzt. Das Kinndreieck grenzt seitlich jeweils an das Unterkieferdreieck (Trigonum submandibulare) und unten an das Muskeldreieck (Trigonum musculare sive omotracheale). Es wird vom oberflächlichen Blatt der Halsfaszie bedeckt, welches einen abgegrenzten Raum, die Submentalloge, bildet. In ihr befinden sich die Kinnlymphknoten (Nll. submentales). Den Boden des Kinndreiecks bildet der Musculus mylohyoideus.